# 法住寺 (韓國)
法住寺（：／ Beopjusa）位於忠清北道報恩郡俗離山，始建於新羅真興王十四年（西元553年），屬法相宗，為一座擁有超過一千五百年歷史的古剎，現為大韓佛教曹溪宗第五教區本寺。法住寺內有三項韓國國寶，包括第5號「雙獅子石燈」、第55號「捌相殿」，以及第64號「石蓮池」。2009年12月，法住寺被指定為韓國史蹟第503號，2018年法住寺與其他六座山寺以「山寺，韓國的山中寺院」名稱申請，獲得世界遺產委員會通過，成為韓國第13個世界遗产。

## 簡介
相傳法住寺最初於新羅真興王十四年（西元553年），由義信祖師（의신조사）所創建，國際文化紀念物與歷史場所委員會（ICOMOS）的調查則認為是8世紀的真表及其弟子永深（영심）創建:125。寺名「法住」是法性十二名之一，即諸法住於真如法位的意思；或為真如之妙理，必在一切諸法中住，故名為法住:50。法住寺於聖德王十九年（西元720年）與與惠恭王十二年（西元776年）重建，高麗王朝時期寺院漸擴大。
萬曆朝鮮之役時，法住寺成為忠清道僧兵的根據地，後遭戰火波及，木造建築全部毀壞，僅有少數石造文物雙獅子石燈、石蓮池等遺留下來。朝鲜仁祖二年（西元1626年）由碧岩大師仿舊制重建，現今為大韓佛教曹溪宗第五教區本寺。

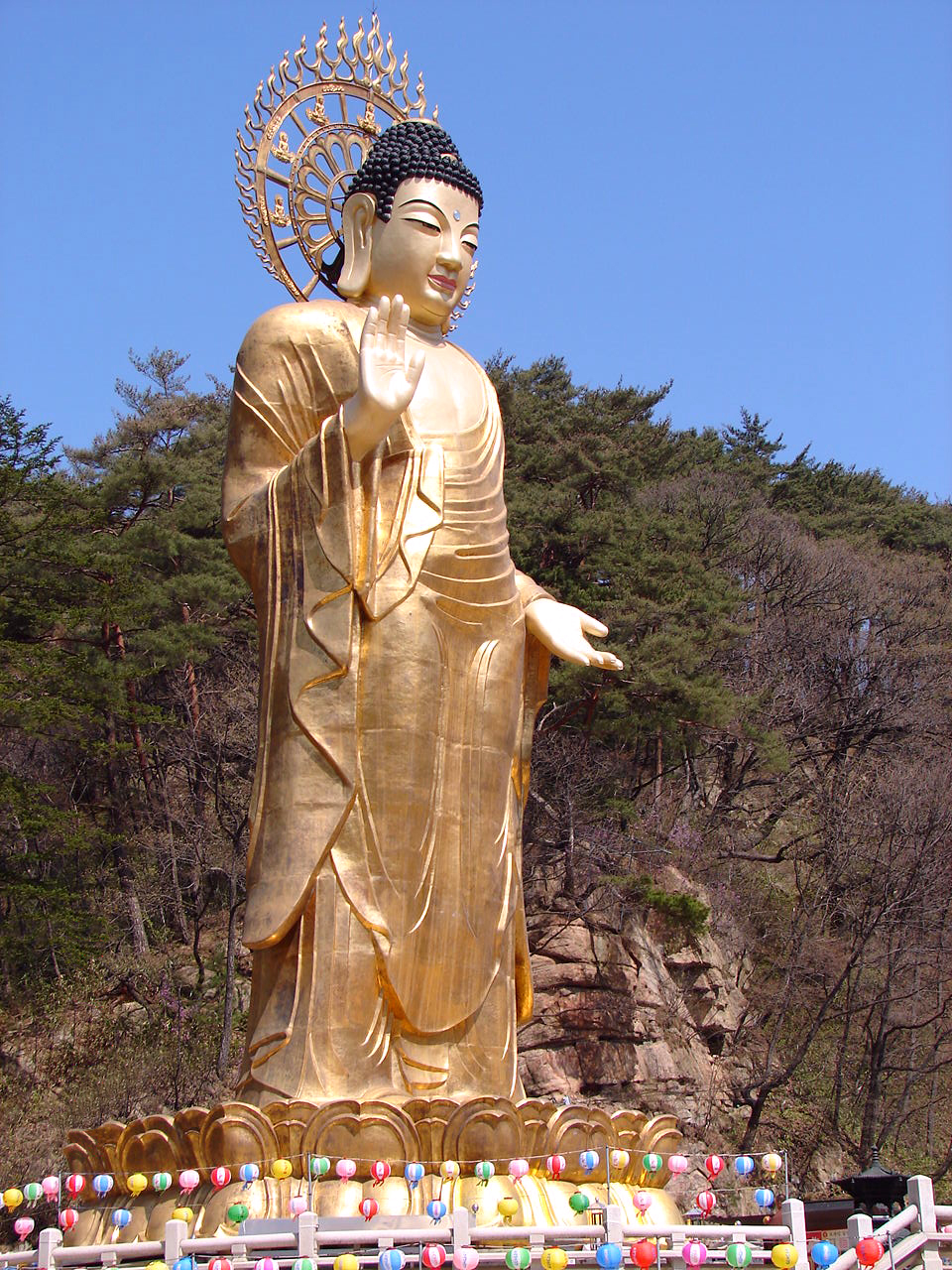
1990年建造的金銅彌勒大佛，為現今法住寺最顯眼的地標

現今法住寺最顯眼的地標為1990年建造的彌勒大佛，其高度為33公尺，其建造使用超過100公噸的青銅。2002年6月，彌勒大佛重新塗裝金漆，由原本的青銅彌勒大佛變為金銅彌勒大佛。

## 重要文物

### 雙獅子石燈（韓國國寶第5號）
雙獅子石燈（韓語：쌍사자 석등）推測建於統一新羅聖德王十九年（西元720年），石燈頂端有八角型燈蓋，下端由四隻直立的石獅子托住:51。據傳此燈是爲了彰顯佛陀的慈悲，使得眾生免於八難而建造的。統一新羅時期一般石燈的柱子以八角形居多，以兩隻後腳站立、前腳托住燈的石獅子造型作為柱子是個創新。

### 捌相殿（韓國國寶第55號）
捌相殿為一座五層木造佛塔，係韓國目前唯一僅存的五層木塔。捌相殿始建於新羅真興王十四年（西元553年），歷經戰火波及而導致數次損毀，最近一次重建於朝鲜仁祖四年（西元1626年），在1968年經過整理與修復後成為目前所見的樣子。捌相殿因內部有描繪釋迦牟尼佛的一生的「八相圖」（팔상도），因此取名為捌相殿。釋迦牟尼佛的八相源自於《妙法蓮華經》，分別為兜率來儀相、藍毘降生相、四門遊觀相、踰城出家相、雪山修道相、樹下降魔相、鹿苑轉法相，以及雙林涅槃相。捌相殿內另供奉四尊金色釋迦牟尼佛坐像，及五百羅漢的白色小型塑像:51。

### 石蓮池（韓國國寶第64號）
石蓮池推測建於新羅聖德王十九年（西元720年），為一石造之蓮花池。石蓮池在八陵腳石上加上三層墊，其上再加上一座蓮花台，其為將蓮池懸於空中。蓮花具有出汙泥而不染的寓意。石蓮池之意涵為眾生若能遠離這個繁雜的俗世，如同蓮花出汙泥而不染，便可脫離輪迴，進入佛教的極樂世界。

### 其他文物
除了上述三項韓國國寶之外，尚有十二項次一級的韓國寶物，分別為四天王石燈（韓國寶物第15號）、磨崖如來倚坐像（韓國寶物第216號）、新法天文圖屛風（韓國寶物第848號）、大雄寶殿（韓國寶物第915號）、圓通寶殿（韓國寶物第916號）、掛佛幀（韓國寶物第1259號）、塑造毘盧遮那三佛坐像（韓國寶物第1360號）、木造觀音菩薩坐像（韓國寶物第1361號）、鐵鑊（韓國寶物第1413號）、秀庵和尙塔（韓國寶物第1416號）、石造喜見菩薩立像（韓國寶物第1417號），以及學祖和尙塔（韓國寶物第1418號）。另外還有數十項地方性文化財。

## 世界遺產登錄
第42屆世界遺產委員會會議在2018年6月至7月，於巴林首都麥納瑪召開，由韓國申報的項目「山寺，韓國的山中寺院」經大會通過，成為韓國第13個世界遺產，包括通度寺、浮石寺、法住寺、大興寺、鳳停寺、麻谷寺、仙巖寺。法住寺的世界遺產編號為1562-004號。
该世界遗产被认为满足世界遺產登錄基準中的以下基準而予以登錄：
- （iii）呈现有关现存或者已经消失的文化传统、文明的独特或稀有之证据。

| 世界遺產編號 | 名稱   | 所在地                | 保護範圍  | 緩衝範圍   |
| ------------ | ------ | --------------------- | --------- | ---------- |
| 1562-004     | 法住寺 | 36°32'31"N 127°50'0"E | 11.22公頃 | 190.03公頃 |

## 文物圖集

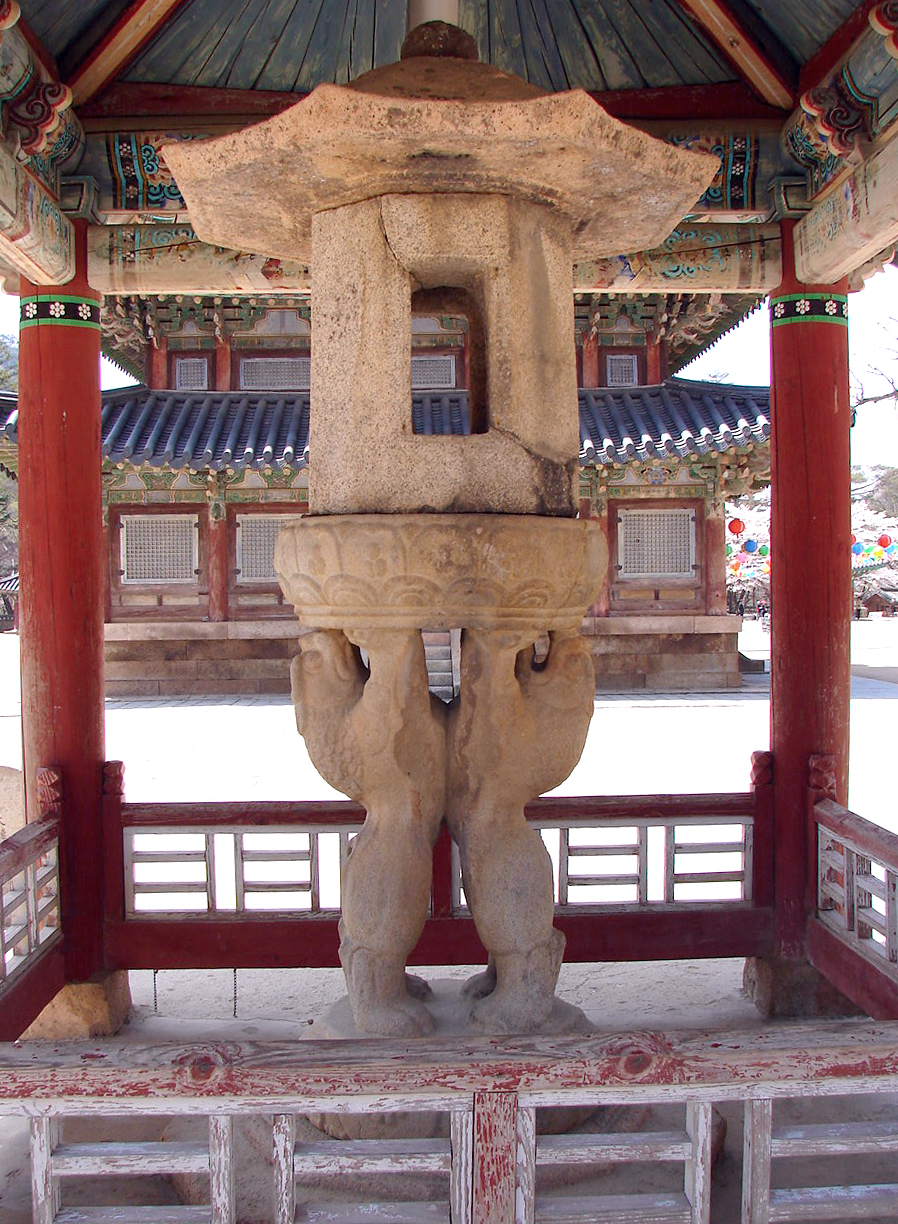
雙獅子石燈（韓國國寶第5號）
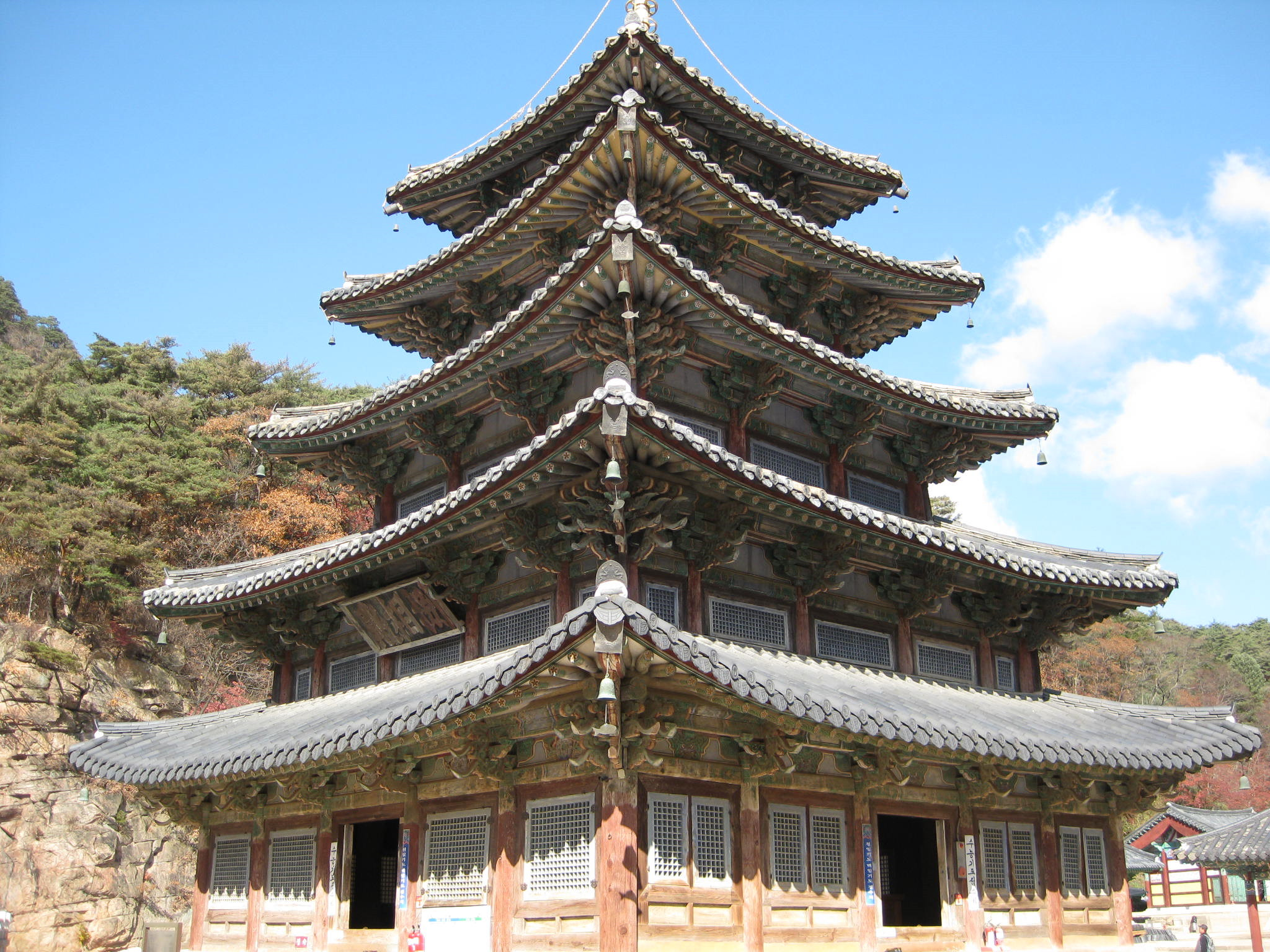
捌相殿（韓國國寶第55號）
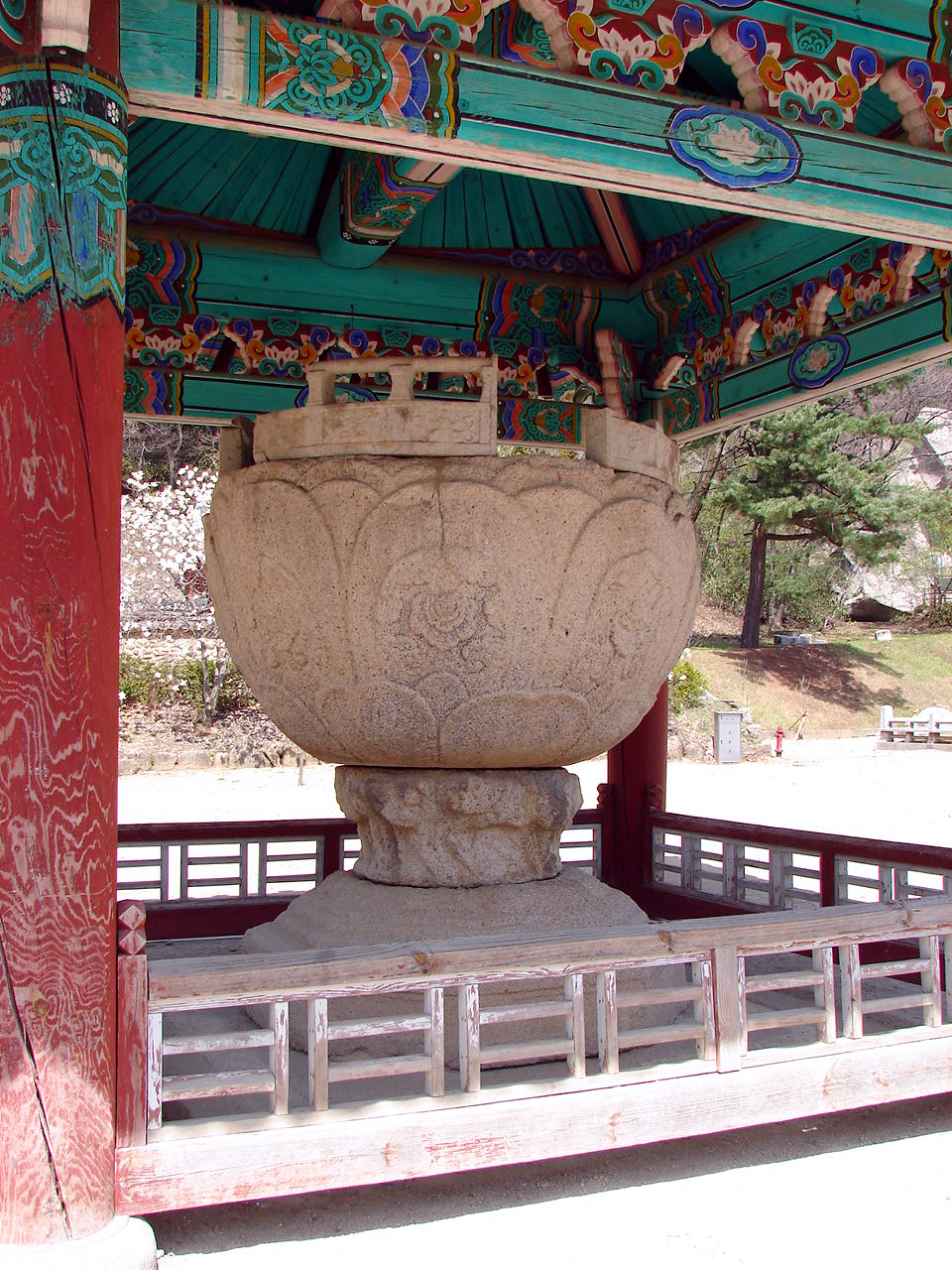
石蓮池（韓國國寶第64號）
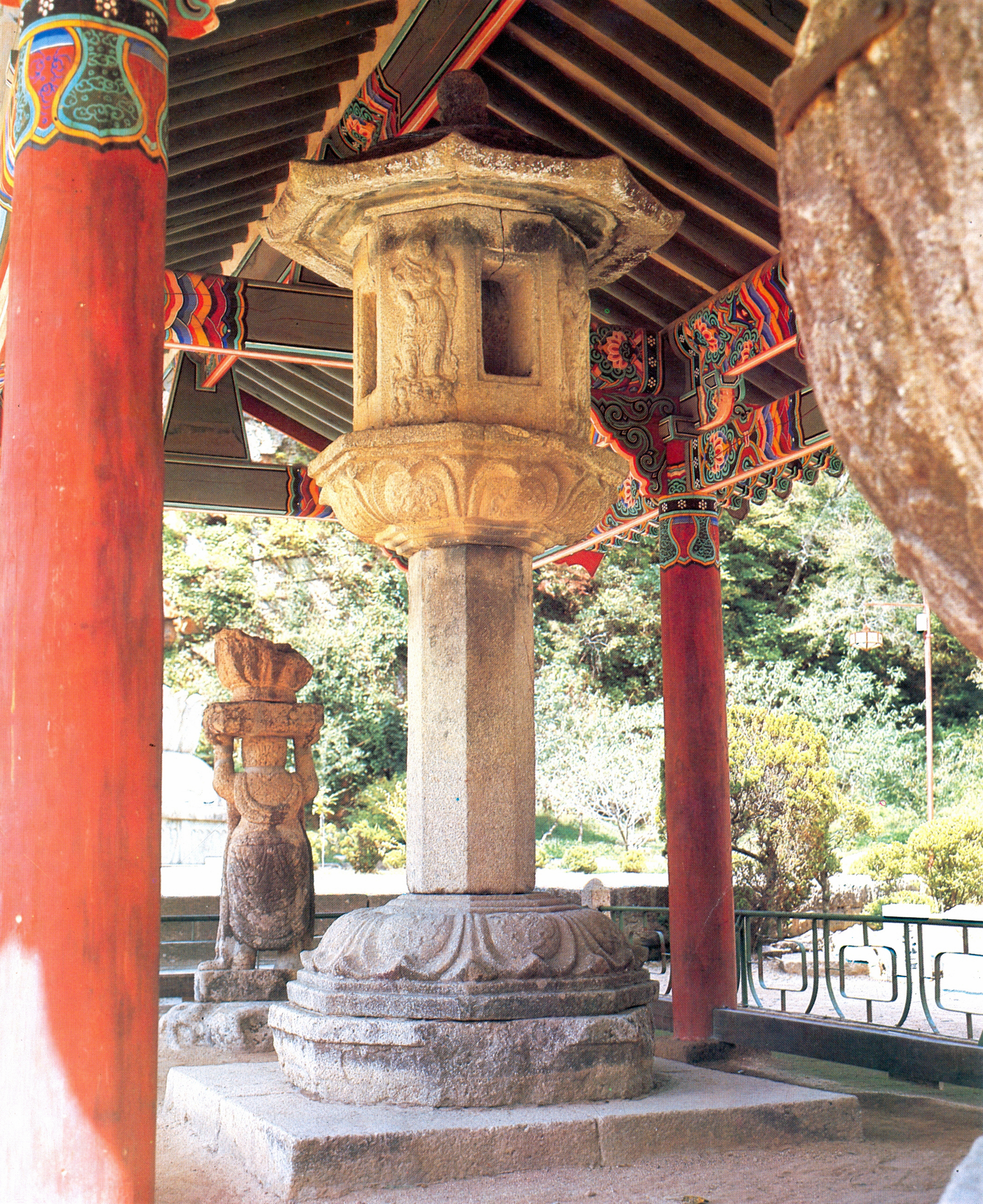
四天王石燈（韓國寶物第15號）
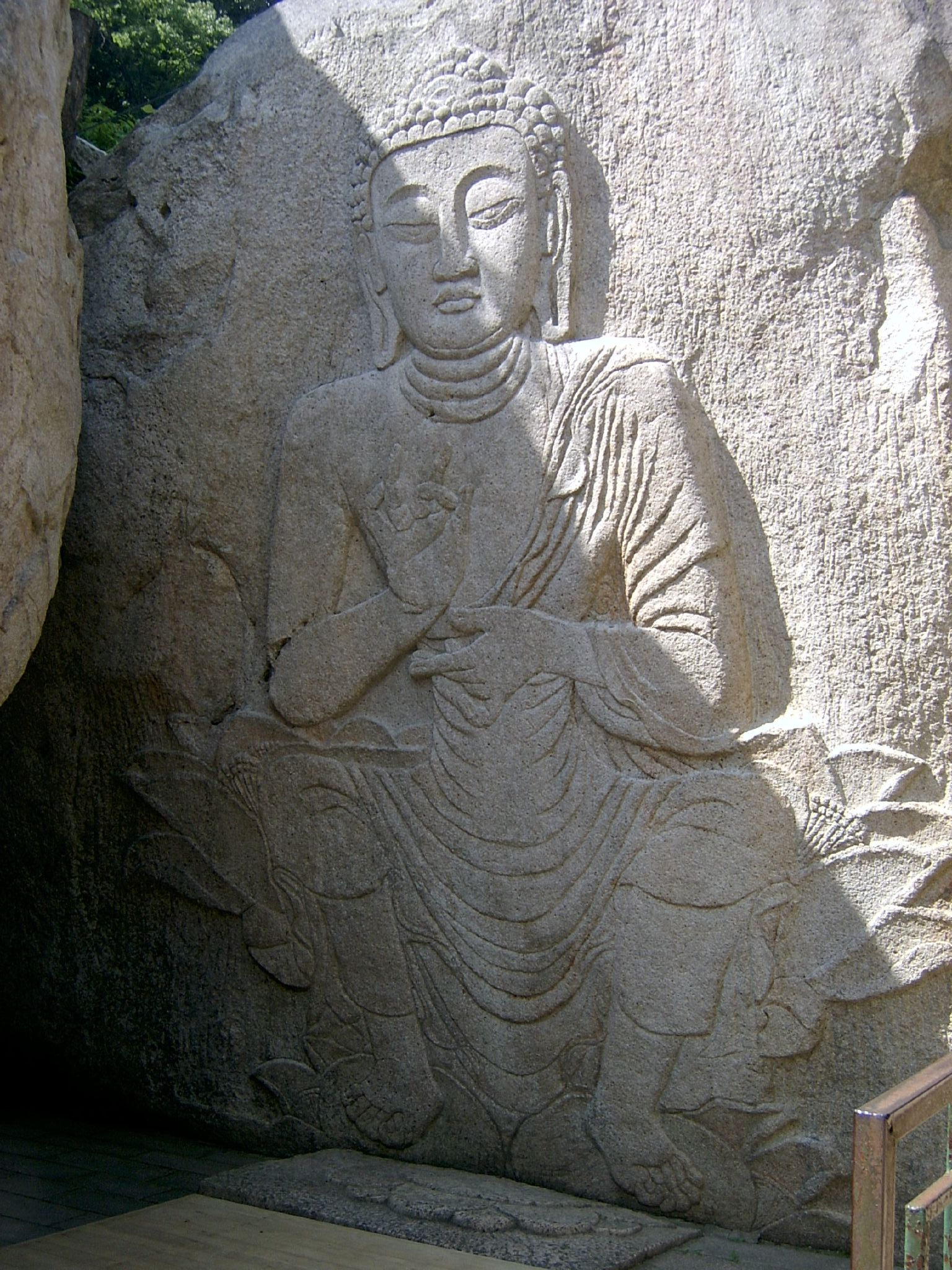
磨崖如來倚坐像（韓國寶物第216號）
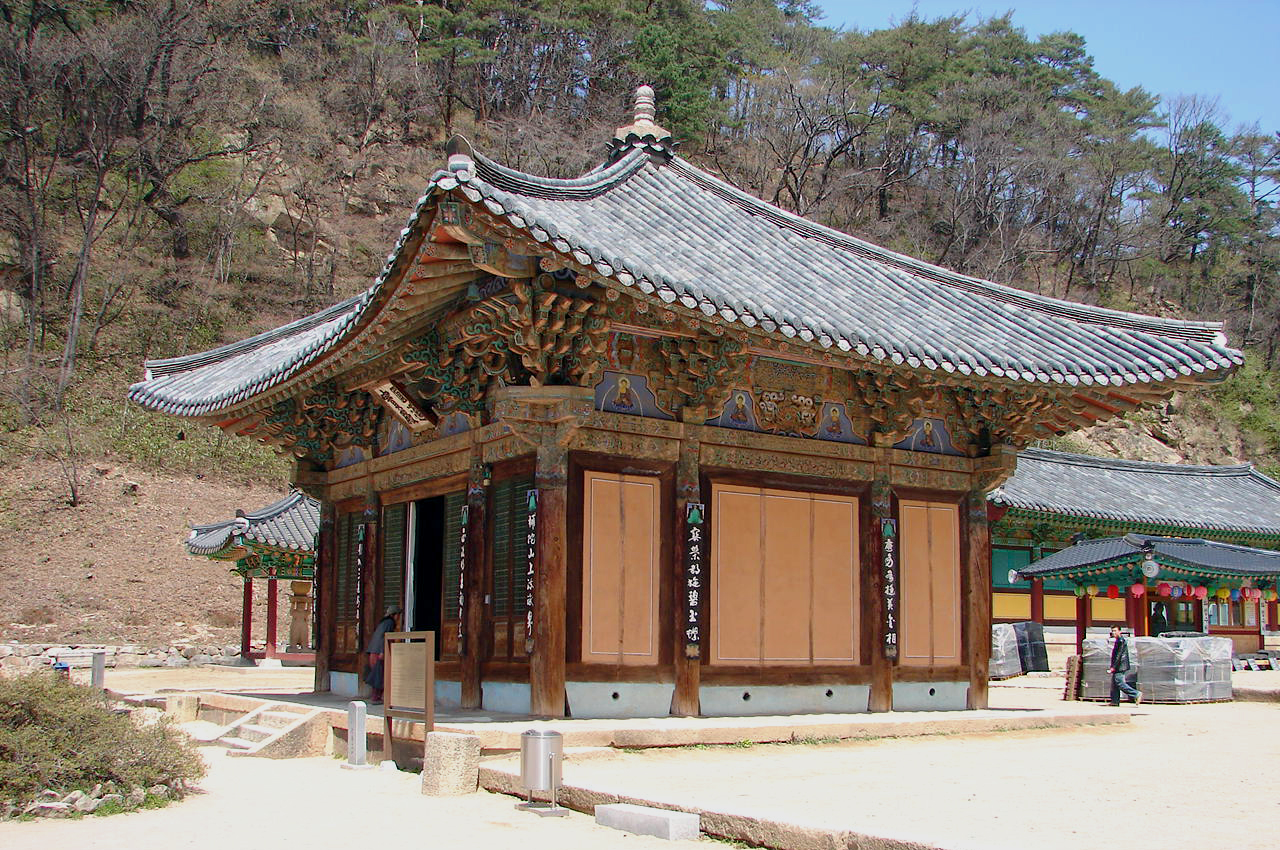
圓通寶殿（韓國寶物第916號）
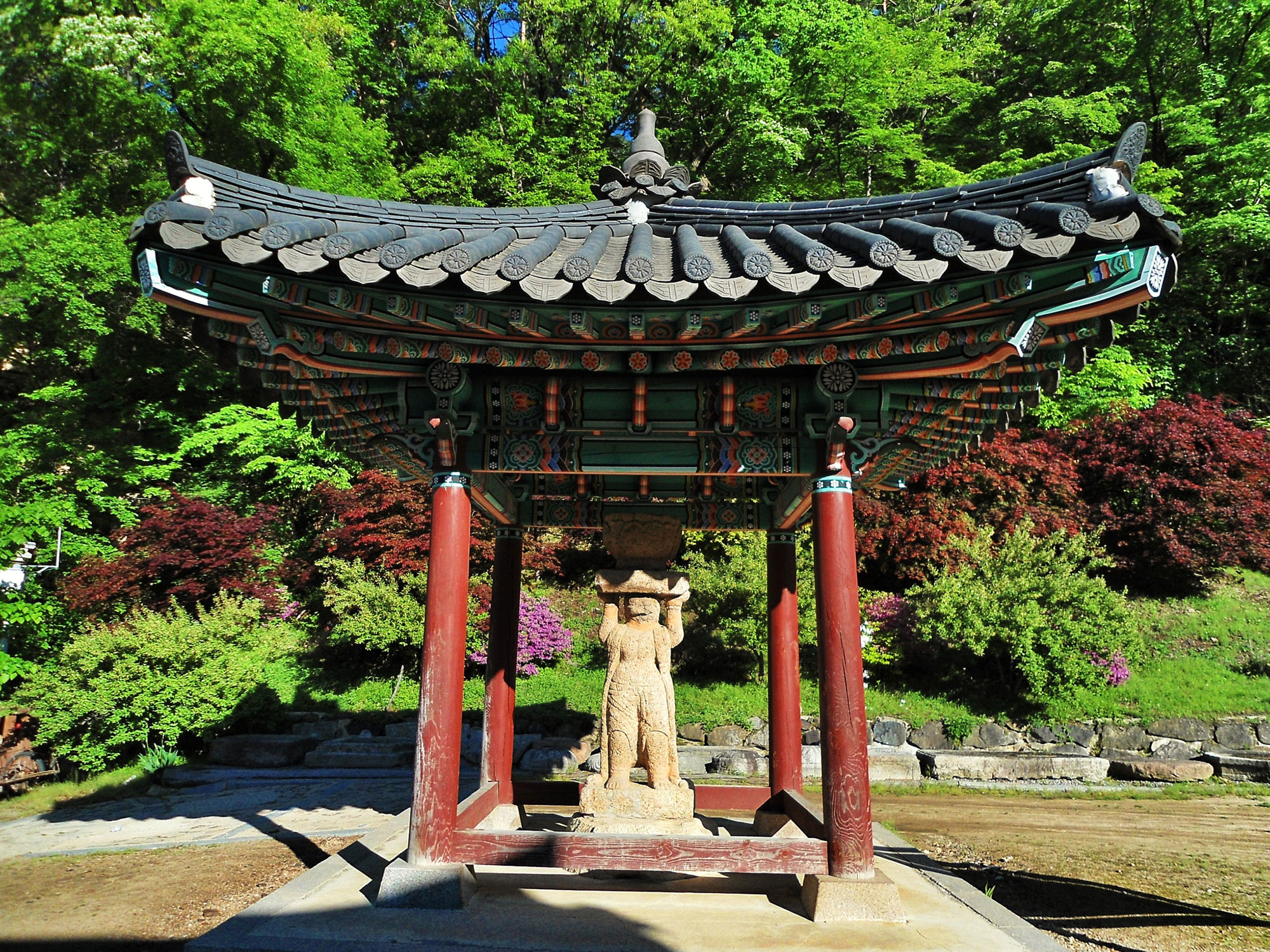
石造喜見菩薩立像（韓國寶物第1417號）

## 外部連結
- （英文）法住寺官網 （页面存档备份，存于）